# Phrynobatrachus dendrobates
Phrynobatrachus dendrobates är en groddjursart som först beskrevs av George Albert Boulenger 1919.  Phrynobatrachus dendrobates ingår i släktet Phrynobatrachus och familjen Phrynobatrachidae. IUCN kategoriserar arten globalt som livskraftig. Inga underarter finns listade i Catalogue of Life.